# Protomelas
Protomelas – rodzaj słodkowodnych ryb okoniokształtnych z rodziny pielęgnicowatych (Cichlidae).

## Występowanie
Gatunki endemiczne jeziora Malawi w Afryce.

## Klasyfikacja
Gatunki zaliczane do tego rodzaju:
- Protomelas annectens
- Protomelas dejunctus
- Protomelas fenestratus
- Protomelas insignis
- Protomelas kirkii
- Protomelas labridens
- Protomelas macrodon
- Protomelas marginatus
- Protomelas pleurotaenia
- Protomelas similis
- Protomelas spilonotus
- Protomelas spilopterus
- Protomelas taeniolatus
- Protomelas triaenodon
- Protomelas virgatus

Gatunkiem typowym jest Chromis kirkii.

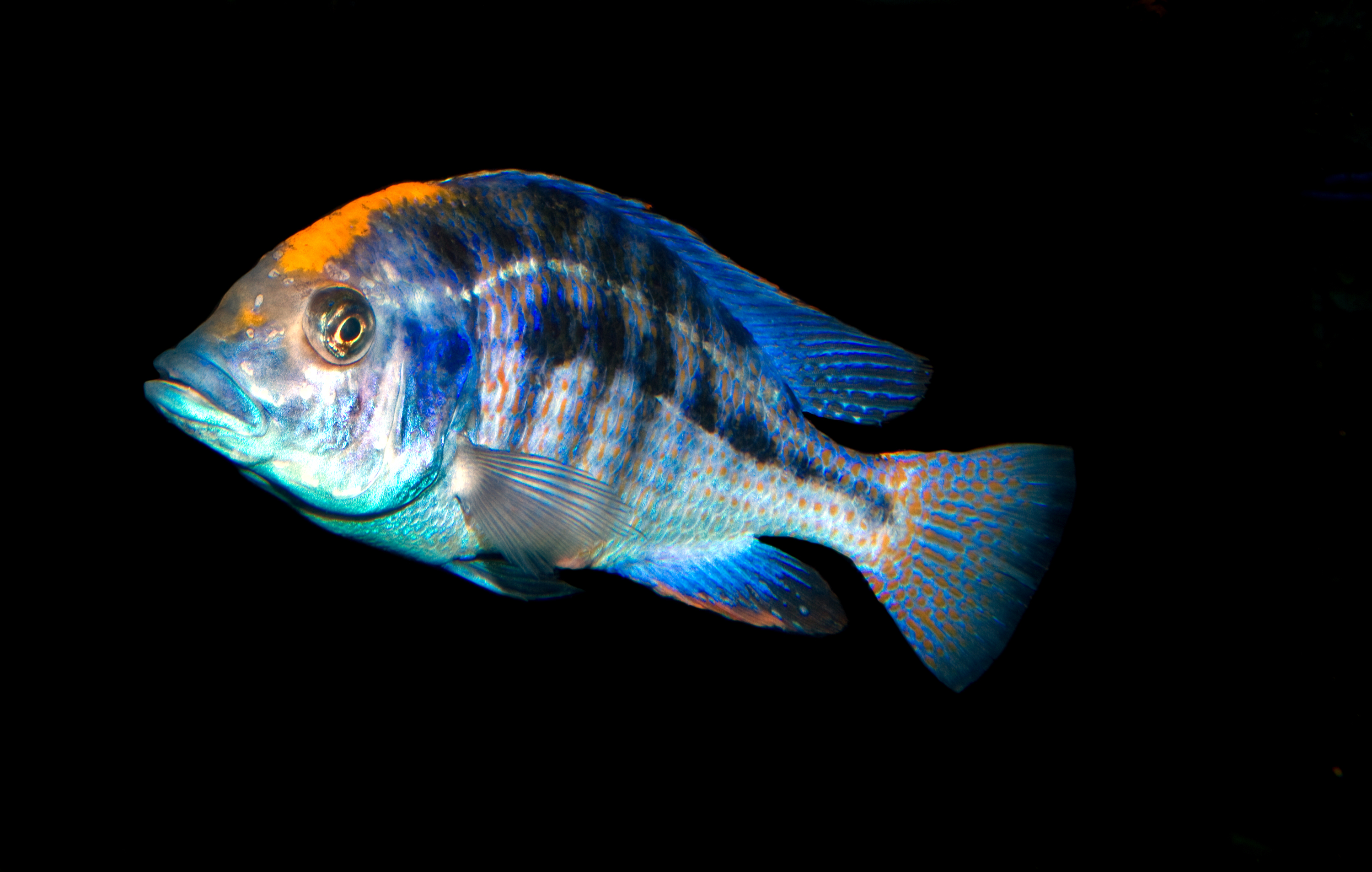
Protomelas spilonotus